# Cíngulo
O cíngulo é uma veste litúrgica, usada em volta, ou acima da cintura.
Na Igreja Católica Romana, desde a Idade Antiga até meados da Idade Média, era uma faixa com 6 ou 7 centímetros de largura de linho. O formato de cordão só se popularizou depois do século XV e hoje é dominante.
Atualmente, o cíngulo é um cordão de 4 metros com duas borlas com franjas nas pontas, e segue as cores do tempo litúrgico.
Usam o cíngulo todos os ministros que portam a alva, (acólitos, leitores e clérigos). O cíngulo é posto sempre sobre a alva, em volta da cintura. Quando se usa estola, costuma-se prende-la ao cíngulo.
Ao vestir o cíngulo, o sacerdote reza a seguinte oração:
"Cingi-me, Senhor, com o cíngulo da pureza, e extingui nos meus rins o fogo da paixão, para que resida em mim a virtude da continência e da castidade." 

## Imagens

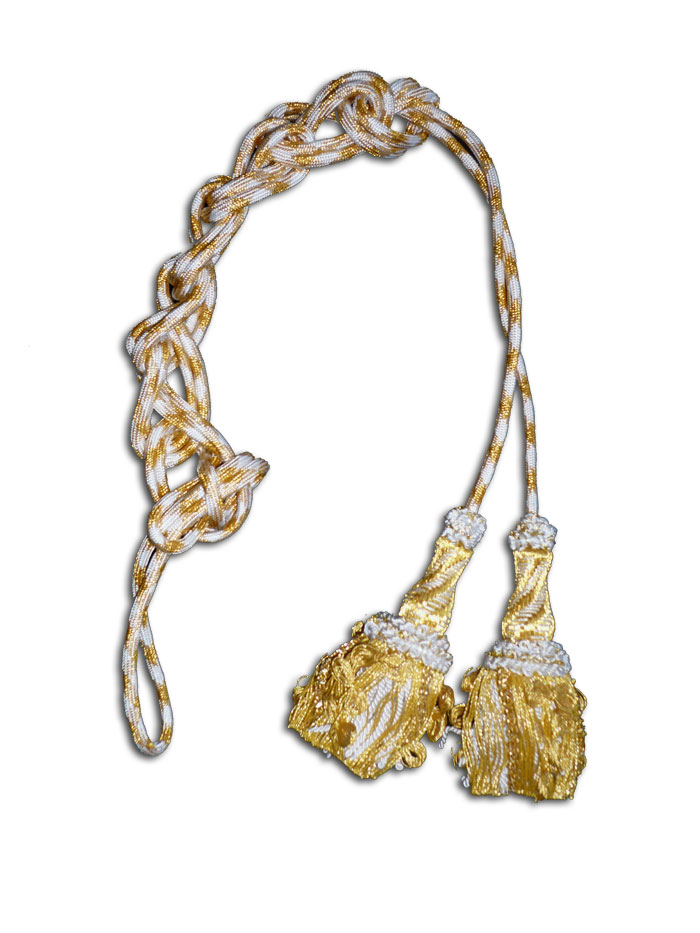
Cíngulo branco e dourado
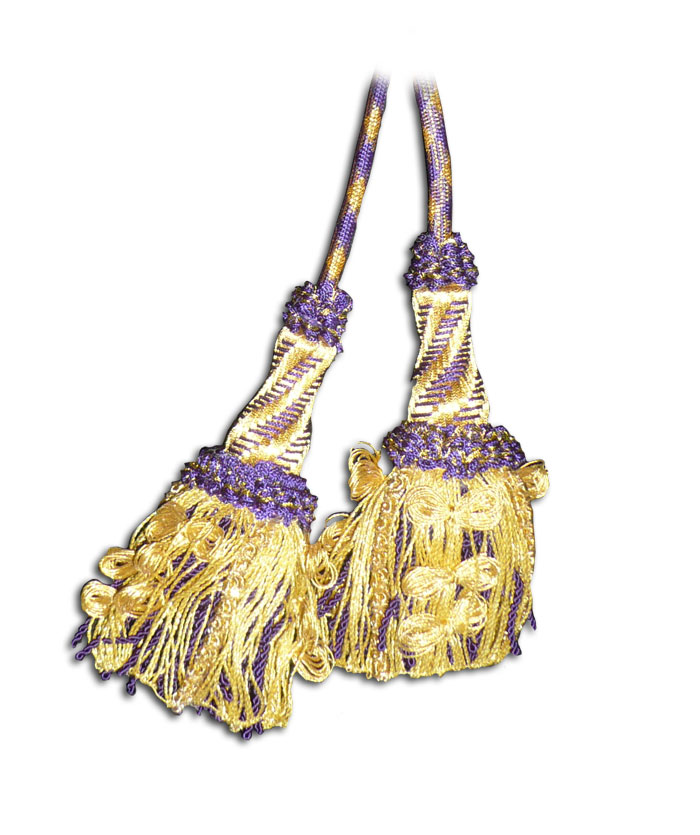
Cíngulo violáceo e dourado
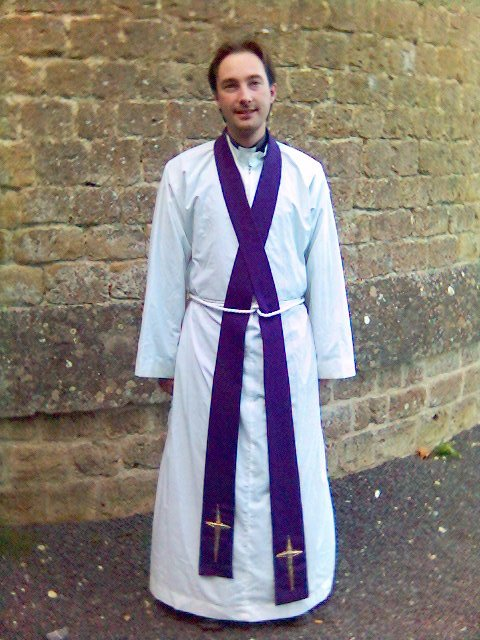
Um sacerdote utilizando um cíngulo branco na cintura para manter sua alva e sua estola no lugar.